# Huzhou
Húzhōu (chinois : 湖州市 ; pinyin : Húzhōu shì) est une ville du nord de la province du Zhejiang en Chine.

## Économie
En 2005, le PIB total a été de 64,4 milliards de yuans, et le PIB par habitant de 25 030 yuans.
C'est la municipalité de production des meilleurs pinceaux chinois, on les retrouve dans toute la Chine et de par le monde sous l'appellation Húbǐ (湖笔/湖筆, pinceau de Hú (zhōu)). Ils sont originaires du village de Shànliǎn (善琏镇, Shànliǎn zhèn).

## Subdivisions administratives
La ville-préfecture de Huzhou exerce sa juridiction sur cinq subdivisions - deux districts et trois xian :
- le district de Wuxing - 吴兴区 Wúxīng Qū ;
- le district de Nanxun - 南浔区 Nánxún Qū ;
- le xian de Changxing - 长兴县 Chángxīng Xiàn ;
- le xian de Deqing - 德清县 Déqīng Xiàn ;
- le xian d'Anji - 安吉县 Ānjí Xiàn.

## Réseau routier
La route nationale chinoise 318 (ou G318), d'une longueur de 5 476 kilomètres, qui relie Shanghai à la frontière népalaise, traverse la ville.